# 오스트레일리아 그리스 정교회 관구 대교구

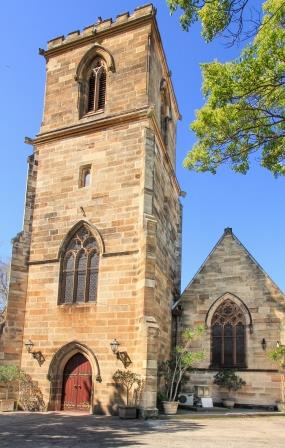
오스트레일리아 시드니에 있는 성모 희보 대성당

오스트레일리아 그리스 정교회 관구 대교구(영어: Greek Orthodox Archdiocese of Australia)는 오스트레일리아에 있는 그리스 정교회 관구 대교구이다. 콘스탄티노폴리스 총대주교청의 재치권을 받고 있다. 2015년 기준으로 4개의 교구와 120개 이상의 본당, 8개의 수도원이 있다.

## 역사
오스트레일리아에 세워진 최초의 그리스 정교회 성당들은 시드니의 성삼위 성당(1898년)과 이스트멜버른의 성모 희보 성당(1900년)이다. 시드니와 멜버른의 그리스 정교회 신자들을 사목하기 위한 최초의 성직자는 사목장 도로테오스 바칼리아로스이다. 1924년 3월 그리스 이주민들이 증가하자 콘스탄티노폴리스 총대주교청에서는 “오스트리아-뉴질랜드 수도 대교구”를 설정하기로 결정했으며, 1927년에 이르러서는 사우스오스트레일리아주의 시드니와 멜버른, 브리즈번, 퍼스, 포트피리 등에 10,000개 이상의 성당이 세워졌다. 콘스탄티노폴리스 총대주교청에서 세운 최초의 수도 대주교는 세레스의 크리스토포로스 크니티스이다. 1929년 크리스토포로스 수도 대주교는 생가가 있는 사모스로 돌아가 1959년 8월 7일 안식하였다.
1931년 티모테오스 에반겔리니디스가 오스트레일리아-뉴질랜드 제2대 수도 대주교로 선출되었다. 그는 1932년 1월 28일 오스트레일리아에 당도해 1947년 로도스 수도 대주교로 선출되기 전까지 오스트레일리아와 뉴질랜드의 교회를 사목하였다. 같은 해 4월 22일 테오필락토스 파파타나소풀로스가 제3대 수도 대주교로 선출되었다. 1958년 8월 2일 테오필락토스 수도 대주교는 자동차 사고로 사망하였다. 1959년 2월 미국 관구 대교구의 보좌 주교 나지안조스의 에제키엘이 오스트레일리아의 수도 대주교로 선출되었다. 그는 1959년 4월 27일 시드니에 당도하였다.
1959년 9월 1일 오스트레일리아-뉴질랜드 수도 대교구가 관구 대교구로 승격되면서 에제키엘 수도 대주교도 관구 대주교가 되었다. 에제키엘 관구 대주교가 재임한 시기에 오스트레일리아의 그리스 이민자들의 숫자가 증가하면서 교세가 크게 확장되었다. 오늘날 오스트레일리아에 있는 그리스 정교회 성당들 중 많은 것들이 이 시기에 세워진 것들이다. 1974년 8월 콘스탄티노폴리스 시노드는 에제키엘 관구 대주교를 피시디아의 명의 수도 대주교로 임명하였다. 에제키엘 관구 대주교는 1987년 7월 아테네에서 안식하였다. 1975년 2월 3일 콘스탄티노폴리스 시노드는 만장일치로 밀레투폴리스의 수도 대주교 겸 테살로니키 대학교의 강사인 스틸리아노스 하르키아나키스를 오스트레일리아의 새 관구 대주교로 선출하였다. 스틸리아노스 관구 대주교는 1975년 4월 15일 시드니에 당도해 같은 해 4월 26일 라자로 토요일에 공식 착좌하였다.